# キリスト教民主主義
キリスト教民主主義（キリストきょうみんしゅしゅぎ、英語: Christian democracy）は、キリスト教の政治思想の1つ。

## 概要
19世紀のローマ教皇・レオ13世が労働者の惨状とそれへの対応の必要性を認識しつつ、当時勃興しつつあった社会主義や労働組合運動に対抗して発した初の社会回勅『レールム・ノヴァールム』を受けて西ヨーロッパで勃興した。カトリック教会のこの問題に対する立場はピウス11世の『クアドラジェジモ・アンノ』でより明確にされている。
ただし実際のキリスト教民主主義運動はとても幅広く、いくつかの問題については一般的な合意がもたれているに過ぎない。基本的な国家像は権力分立であり、経済は人間性を保って行われるべきだと考える。特に課税前所得こそ平等であるべきだ、という主張に帰結する。ただしキリスト教民主党の多くは資本主義それ自体に懐疑的ではない。キリスト教民主主義者は国家の市民への義務をある程度重視するが、キリスト教社会主義には反対する。この10年間でヨーロッパのキリスト教民主政党は経済面でより右翼側へ、経済における政府の役割を減らす自由主義経済にシフトしているが、同時に所得移転を強化する方向性も打ち出している。ラテンアメリカのキリスト教民主政党はヨーロッパのそれと比較するとより幅広く左翼的な経済的視点をも包含しているが、サブプライム・ローンを端緒とする世界金融危機を受けて、再び政府の役割が重視される事態に至った。
道徳観や伝統に関してはキリスト教民主主義は保守的である。本来はこの教義こそが根本であり、所得格差を放置することが家族や地域社会を破壊するという認識から、極端な自由主義に懐疑的である。と同時に、無宗教的な思想に近い社会主義にも敵対的である。
キリスト教民主主義を掲げる政党の多くは現在、中道民主インターナショナルに加盟している。

## 政見
他の政治的イデオロギーと同様、キリスト教民主主義も時代により、また国家間で様々に展開しているが、大きく分けて2つの流れが見られる。一般的に、ヨーロッパのキリスト教民主主義政党は穏健保守派が大勢を占め、これとは対照的にラテンアメリカでは、解放の神学の影響を受け進歩主義の傾向が強い。このため、キリスト教民主主義自体は通常の政治思想のカテゴリーに当てはまるものではなく、むしろ思想の左右に関係なく、他の政治的イデオロギーと共通する（或いは相反する）要素を包含していると言えよう。
例えば、
- 保守主義とは、結婚や妊娠中絶など伝統的価値観及び法や秩序を重視し、世俗主義や進化論に批判的で、反共のスタンスを取ることが共通点として挙げられる。一方で、社会構造の変動には柔軟に対応し、必ずしも現状維持を志向しない点では保守主義と異なる。

- 自由主義とは、人権や個人主義を重視することが共通点として挙げられる。だが、世俗主義に抗し、個人が共同体の一員でありこれに対する義務を強調する点では自由主義と相反する。

- 社会主義とは、共同体や社会的連帯、福祉国家を擁護し、市場経済に対する幾許かの規制を支持することが共通点として挙げられる。しかし、上記の概要でも述べた通り、ヨーロッパのキリスト教民主主義政党は軒並み市場経済を支持し、階級闘争への執着が無い点では社会主義と趣を異にする（ただし、解放の神学を奉じるラテンアメリカのキリスト教民主主義政党については、この限りではない）。

などである。
ジェフリー・K・ロバーツやパトリシア・ホグウッドは、「キリスト教民主主義は道徳やキリスト教の教義の枠内にあって、自由主義や保守主義、そして社会主義が持つ諸々の価値観を包含する。」とまで述べている。

## 歴史
政治運動としてのキリスト教民主主義は、前述の通り19世紀末に生まれ、ピウス11世による『クアドラジェジモ・アンノ』（1931年）において労働問題についての方向性が示されて以来、もはや一介のカトリック主義的イデオロギーではなくなった。以下、キリスト教民主主義を巡る各国・地域の変遷を見ていく。

### イタリア
第一次世界大戦後の1919年、ベネディクトゥス15世の後押しでイタリア人民党が成立。ベニート・ムッソリーニのファシスト党独裁期は独自の活動をしなかったが、第二次世界大戦でイタリアの敗色が濃厚となると人民党を継承する政党としてキリスト教民主主義（DC、キリスト教民主党とも）が結成され、大戦後のイタリアの政治においては常に包括政党的な第1党として、冷戦終結後のタンジェントポリで崩壊するまで君臨した。しかし、その大きさ・幅の広さを反映して現在、キリスト教民主主義を掲げる勢力は保守の自由の人民、中道右派の中道連合、中道左派の民主党に3勢力にまたがっている。なおローマ教皇のお膝元であるイタリアでは、キリスト教民主主義は一貫してカトリック主義である。

### ドイツ
ライン川流域やヴェストファーレン地方のカトリック教会を支持母体としてキリスト教民主主義を掲げる政党（中央党、バイエルン人民党）が発足し、保守的な新教徒にまで支持を広げていた。第二次世界大戦以後、キリスト教民主主義は保守的ではあるものの、極右とは区別される見解と見なされるようになり、ドイツキリスト教民主同盟及びキリスト教社会同盟（バイエルン州のみの地域政党）はドイツの主要政党として度々政権の座に就いている。

### プロテスタント諸国
プロテスタント教会内部におけるリベラル派の台頭を受け、プロテスタントを奉じる保守層によりキリスト教民主主義政党が結成される。
例えばオランダでは1879年、保守的な新教徒が、人民主権を生み出したフランス革命に対抗すべく反革命党を設立した。反革命党は権力とは神に由来するもので、人民に由来するものではないとの立場だった。この立場は政界で影響力を及ぼしていたリベラルな見解に対して、キリスト教歴史学と呼ばれる。
スウェーデンでもペンテコステ派の伝統が根付いている違いがあるものの、キリスト教民主党がほぼ同様の歴史を辿っている。
キリスト教民主主義はカトリックを起源とするが、プロテスタントや正教会の教徒にも根付いていった。特にヨーロッパでは近年、もはや宗教を前面に出すことなく、世俗色を強めているキリスト教民主主義政党もある。